# Microcentrum latifrons
Microcentrum latifrons är en insektsart som beskrevs av Spooner, J.D. 1989. Microcentrum latifrons ingår i släktet Microcentrum och familjen vårtbitare. Inga underarter finns listade i Catalogue of Life.